# Klingsor

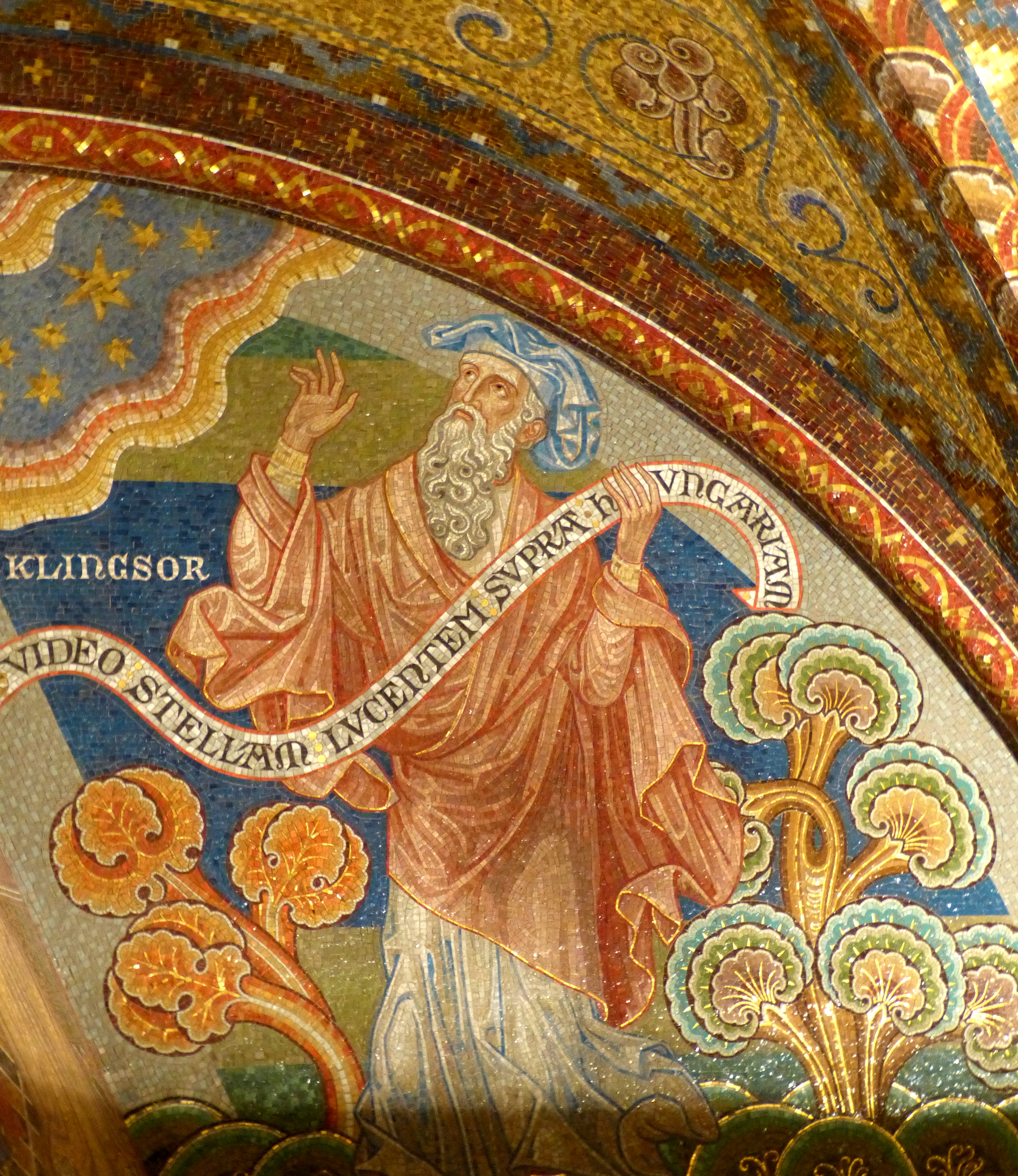
Klingsor prophezeit die Geburt der heiligen Elisabeth von Thüringen, Mosaik von August Oetken in der Elisabeth-Kemenate der Wartburg in Eisenach/Thüringen (1902–1906)

Klingsor (auch: Klingsohr, Klinschor, Clinschor, Klingesor oder Klinsor) ist eine Zauberergestalt der mittelhochdeutschen Literatur.

## Gestalt
In der deutschen Mythologie spielt Klingsor eine ähnliche Rolle wie der Merlin des anglo-irischen Mythos, wenn er auch nicht dessen Prominenz erreicht hat.
In Wolfram von Eschenbachs mittelhochdeutschem Versroman Parzival aus dem 13. Jahrhundert ist Clinschor ein mächtiger Fürst mit Zauberkraft: Als Herzog von Terre de Lâbbûr hat er eine Affäre mit Iblis, der Königin von Sizilien, und wird zur Strafe von deren Mann kastriert. Dadurch entsteht sein Hass auf die Welt. Er lernt die Zauberkunst und baut auf einem Berg das Schloss Schastel marveile (verballhorntes Altfranzösisch für „Schloss der Wunder“), in dem er viele Männer und Frauen getrennt gefangen hält. Deren Erlösung ist an die Aufgabe gebunden, im Wunderbett Lit marveile, das auf vier Rädern blitzschnell durch den Saal saust, nicht nur das Bombardement von Steinen und Pfeilen, sondern auch den Kampf mit einem Löwen zu überleben. Der Ritter Gawan besteht das Abenteuer und befreit die Gefangenen.
Ebenfalls im 13. Jahrhundert ist Klinsor von Ungerlant in der Manessischen Liederhandschrift als Wolframs Gegenspieler im Sängerkrieg auf der Wartburg dargestellt (und zugleich der fiktive Autor des Werkes).

## Wirkungsgeschichte
Von der Romantik an wird die Figur des Zauberers häufig literarisch verarbeitet. Während Clinschor bei Wolfram das Böse verkörpert, nimmt Klingsor bei Wagner ambivalente Züge des goetheschen Mephistopheles oder gar des Faustischen an und wird bei Novalis zum Verkünder der romantisch-idealistischen Philosophie und Poesie:
- der Dichter Klingsohr in Novalis’ Roman Heinrich von Ofterdingen, 1802, Kap. 6–9. (Als Mentor führt er den jungen Heinrich in die Universalpoesie der Romantik ein.)
- der Zauberer Klingsor aus Richard Wagners Oper Parsifal, 1882. (Wagner veränderte die Handlung gegenüber Wolframs Vorlage: Klingsor möchte Gralsritter werden, wird jedoch wegen Unkeuschheit, obwohl er sich selbst kastriert hat, abgewiesen. Als Rache legt er in der Wüste einen Zaubergarten an, in dem Frauen Gralsritter verführen und in Klingsors Bann ziehen. Im zweiten Akt widersteht Parzival der Versuchung, besiegt die abtrünnigen Ritter und löst Klingsors Zauberkraft auf.)
- der Maler Klingsor aus Hermann Hesses Erzählung Klingsors letzter Sommer von 1920, der als Nebenfigur später mehrfach in Die Morgenlandfahrt von 1932 auftaucht
- die Figur aus Friedrich Schnacks Märchen Klingsor, 1922
- der Buchhandelsgehilfe (und Mädchenhändler) Klingsor in Alexander Lernet-Holenias Roman Der Graf von Saint-Germain, 1948, in welcher Rolle er vermutlich auch gleichzeitig der titelgebende Graf von Saint Germain ist, der – ähnlich wie A. Dumas’ Figur Alessandro Cagliostro – vermöge eines geheimnisvollen Verhängnisses über die Jahrhunderte hinweg lebt.
- der Lehrer Klingsor aus Otfried Preußlers Erzählung Herr Klingsor konnte ein bißchen zaubern, 1987
- der Deckname des wissenschaftlichen Beraters in Jorge Volpis Roman Das Klingsor-Paradox, 2003.